# Corynoptera subtilis
Corynoptera subtilis är en tvåvingeart som först beskrevs av Franz Lengersdorf 1929.  Corynoptera subtilis ingår i släktet Corynoptera, och familjen sorgmyggor.
Artens utbredningsområde är Polen. Arten är reproducerande i Sverige. Inga underarter finns listade.